# Altium Designer
Altium Designer (amb acrònim anglès AD) és un paquet de programari d'automatització de disseny electrònic i PCB per a plaques de circuits impresos. Està desenvolupat per l'empresa australiana de programari Altium Limited.
Altium Designer va ser llançat originalment l'any 2005 per Altium, coneguda aleshores com Protel Systems Pty Ltd. L'any 1985 la companyia va llançar l'eina de disseny de PCB basada en DOS coneguda com Protel PCB (que més tard va sorgir a Autotrax i Easytrax). Originalment només es venia a Austràlia. Protel PCB va ser comercialitzat internacionalment per HST Technology des de 1986. El producte va estar disponible als Estats Units, Canadà i Mèxic a partir de 1986, comercialitzat per ACCEL Technologies, Inc., amb seu a San Diego, sota el nom de Tango PCB. El 1987, Protel va llançar l'editor de diagrames de circuits Protel Schematic per a DOS.
El 1991, Protel va llançar Advanced Schematic i Advanced PCB 1.0 per a Windows (1991–1993), seguit d'Advanced Schematic/PCB 2.x (1993–1995) i 3.x (1995–1998). El 1998, Protel 98 va consolidar tots els components, inclosos Advanced Schematic i Advanced PCB, en un sol entorn. Protel 99 el 1999 va introduir la primera visualització 3D integrada del conjunt de PCB. Va ser seguit per Protel 99 SE l'any 2000. Protel DXP es va publicar el 2003, Protel 2004 el 2004, Altium Designer 6.0 el 2005. La versió 6.8 d'Altium Designer de 2007 va ser la primera a oferir visualització 3D i comprovació d'autorització de PCB directament dins de l'editor de PCB.
La suite d'Altium Designer abasta quatre àrees funcionals principals, incloent la captura esquemàtica, disseny de PCB3D, desenvolupament de matrius de portes programables en camp (FPGA) i gestió de llançaments/dades. S'integra amb diversos distribuïdors de components per accedir a les dades del fabricant. També té edició interactiva en 3D del tauler i exportació MCAD a STEP.